# Румыния на летних Олимпийских играх 1968
Румыния на Летних Олимпийских играх 1968 года была представлена 82 спортсменами в 9 видах спорта. Они завоевали 4 золотые, 6 серебряных и 5 бронзовых медалей.

## Медалисты
| Медаль  | Спортсмен                                                                                      | Вид спорта                  | Дисциплина                                  |
| ------- | ---------------------------------------------------------------------------------------------- | --------------------------- | ------------------------------------------- |
| Золото  | Виорика Вискополяну                                                                            | Лёгкая атлетика             | Женщины, прыжки в длину                     |
| Золото  | Лия Манолиу                                                                                    | Лёгкая атлетика             | Женщины, метание диска                      |
| Золото  | Йонел Дрымбэ                                                                                   | Фехтование                  | Мужчины, рапира, личное первенство          |
| Золото  | Сергей Ковалёв Иван Пацайкин                                                                   | Гребля на байдарках и каноэ | Мужчины, каноэ-двойка, 1000 метров          |
| Серебро | Иляна Силай                                                                                    | Лёгкая атлетика             | Женщины, 800 метров                         |
| Серебро | Михаэла Пенеш                                                                                  | Лёгкая атлетика             | Женщины, метание копья                      |
| Серебро | Йон Моня                                                                                       | Бокс                        | Мужчины, до 81 кг                           |
| Серебро | Антон Каленик Димитрие Иванов Хараламбие Иванов Михай Цуркаш                                   | Гребля на байдарках и каноэ | Мужчины, байдарка-четвёрка, 1000 метров     |
| Серебро | Марчел Рошка                                                                                   | Стрельба                    | Мужчины, скорострельный пистолет, 25 метров |
| Серебро | Йон Бачиу                                                                                      | Греко-римская борьба        | Мужчины, до 57 кг                           |
| Бронза  | Калистрат Куцов                                                                                | Бокс                        | Мужчины, до 60 кг                           |
| Бронза  | Вьорика Думитру                                                                                | Гребля на байдарках и каноэ | Женщины, байдарка-одиночка, 500 метров      |
| Бронза  | Николае Мартинеску                                                                             | Греко-римская борьба        | Мужчины, до 97 кг                           |
| Бронза  | Иляна Дьюлай-Дрымбэ Екатерина Сталь-Йенчик Ана Паску-Эне-Дершидан Ольга Сабо-Орбан Мария Викол | Фехтование                  | Женщины, рапира, командное первенство       |
| Бронза  | Симьон Попеску                                                                                 | Греко-римская борьба        | Мужчины, до 63 кг                           |

## Результаты соревнований

### Академическая гребля
В следующий раунд из каждого заезда проходили несколько лучших экипажей (в зависимости от дисциплины). В финал A выходили 6 сильнейших экипажей, ещё 6 экипажей, выбывших в полуфинале, распределяли места в финале B.
Мужчины
| Соревнование | Спортсмены     | Предварительный заезд | Предварительный заезд | Предварительный заезд | Отборочный заезд | Отборочный заезд | Отборочный заезд | Полуфинал            | Полуфинал            | Полуфинал            | Финал                | Финал                | Итоговое место       |                      |
| Соревнование | Спортсмены     | Заезд                 | Время                 | Место                 | Заезд            | Время            | Место            | Заезд                | Время                | Место                | Время                | Место                | Итоговое место       |                      |
| ------------ | -------------- | --------------------- | --------------------- | --------------------- | ---------------- | ---------------- | ---------------- | -------------------- | -------------------- | -------------------- | -------------------- | -------------------- | -------------------- | -------------------- |
| одиночки     | Эуджен Петраке | 2                     | 8:05,33               | 4                     | 1                | 8:02,94          | 5                | завершил выступление | завершил выступление | завершил выступление | завершил выступление | завершил выступление | завершил выступление | завершил выступление |